# دو تپه علی‌آباد
دو تپه علی‌آباد مربوط به اواخر هزاره دوم قبل از میلاد است و در شهرستان علی‌آباد، روستای علی‌آباد واقع شده و این اثر در تاریخ ۲۳ فروردین ۱۳۴۶ با شمارهٔ ثبت ۷۳۵ به‌عنوان یکی از آثار ملی ایران به ثبت رسیده است.